# Getúlia
Getúlia (llatí: Gaetulia; grec antic: Γαιτουλία, de vegades escrit Γετουλία) era el país dels gètuls.
Estava situada al nord-oest de Líbia i al sud de Mauretània i Numídia; tenia a l'est (sud-est) el país dels garamants i a l'oest l'oceà Atlàntic. Al sud arribava suposadament al riu Nigir (Níger), segons Plini el Vell, que considerava aquest riu com la partió entre Àfrica i Etiòpia, és a dir, el país dels homes negres.
Segons el que n'explica Sal·lusti, els gètuls i els libis eren les dues grans potències del nord d'Àfrica. Després de les invasions dels numidis i dels mauretans, els gètuls van haver d'emigrar a la regió de la serralada de l'Atlas i portaven una vida nòmada. Estrabó diu que els gètuls viatjaven fins a la regió de la Sírtica en els seus desplaçaments nòmades, i utilitza la paraula Getúlia per designar en general tota l'Àfrica interior. Sal·lusti també diu que fins a la guerra de Jugurta els gètuls desconeixien el nom de Roma, però en aquella guerra van servir com a cavalleria de l'exèrcit de Jugurta i feien atacs guerrillers contra els romans. Diu expressament que algunes de les tribus dels gètuls estaven sotmeses als reis de Numídia.
Un cos de soldats i de cavalleria dels gètuls va servir sota Gai Mari el Jove, que els va assignar terres i els va posar sota el domini de Hiempsal II rei de Numídia. Aquests gètuls i els seus successors es van mantenir sota els reis númides fins a la Segona Guerra civil, quan una quantitat important van passar-se a les files de Juli Cèsar que els va utilitzar com a emissaris per revoltar les altres tribus.
En trmps d'August, una part d'aquest poble que nominalment estava sota l'autoritat de Juba, rei de Mauretània, es va revoltar, i va enviar contra ells l'any 6 a Cos Corneli Lèntul que va obtenir un triomf i va adquirir l'agnomen de Getúlic, segons explica Tàcit.
Plini el Vell parla d'algunes tribus incloses entre els gètuls: els autòlols i els dares, i Claudi Ptolemeu inclou Getúlia sota el nom més ampli de Líbia Interior, de la qual Getúlia n'era la part nord, immediata al sud de les Mauritanies.